# Arkys alatus
Arkys alatus är en spindelart som beskrevs av Eugen von Keyserling 1890. Arkys alatus ingår i släktet Arkys och familjen hjulspindlar. Inga underarter finns listade i Catalogue of Life.